# Keñes Raqyşev
Keñes (Kenges) Hamitūly Raqyşev (in kazako Кеңес Хамитұлы Рақышев?; in russo Кенес Хамитович Ракишев?, Kenes Chamitovič Rakišev); Alma-Ata, 14 luglio 1979) è un imprenditore kazako, molto attivo nel venture capital con i fondi di rischio "Fast Lane Ventures" e "SingulariTeam",  presidente della holding del gruppo Fincraft (ex Sat & Company) e della società high-tech statunitense Net Element, opera in vari settori, dalle banche all'estrazione dell'oro sino agli smart-phone. È stato proprietario della banca commerciale kazaka JSC "Kazkommertsbank", è azionista della società mineraria Central Asia Metals PLC, è politicamente vicino al regime autoritario del Kazakistan ed è il genero dell'ex primo ministro kazako, Imangali Tasmagambetov.
Nella lista Forbes degli uomini d'affari più ricchi del Kazakistan per il 2021, si colloca al 9º posto con un capitale di 950 milioni di dollari.

## Biografia
Nato il 14 luglio 1979, è figlio dello statista kazako Khamit Raqyşev, che era a capo della Camera di commercio e dell'industria del Kazakistan, e di Baljan Aldigozhaevna Raqyşeva (nata nel 1952). 
Nel 2000 si è laureato presso l'Accademia statale di diritto del Kazakistan (KazGUA), nel 2002 ha preso un'altra laurea presso l'Università economica del Kazakistan. T. Ryskulova. Nel 2007, ha conseguito un diploma presso la business school internazionale Oxford Saïd Business School nella disciplina di Advanced Management, nonché un certificato presso la London Business School nella disciplina di Developing Strategy for Value Creation.

## Carriera
Raqyşev è stato capo del marketing per KazTransGas e Intergas Central Asia e consigliere per il Ministero degli Interni e il Dipartimento dell'Istruzione del Kazakistan.
Dal novembre 2006 Keñes Raqyşev è a capo del consiglio di amministrazione della holding SAT & Company. Dal 2008 al 2010 sono state acquisite imprese per l'estrazione di ferromanganese, cromo e nichel e impianti metallurgici per la produzione di ferroleghe in Kazakistan, Turchia e Cina. Nel 2015 Raqyşev controllava oltre il 75% delle azioni di SAT & Company. In quegli anni è diventato presidente anche della società hig-tech statunitense Net Element, Quando Net Element è entrata nell'ottobre 2012 nel NASDAQ, Raqyşev ha ricevuto il soprannome di "il primo kazako al NASDAQ".
Il 6 dicembre 2012, Raqyşev è entrato a far parte del capitale e del consiglio di amministrazione del fondo di rischio Fast Lane Ventures. Il fondo ha investito 3-4 milioni di dollari in molti progetti, ma solo pochi hanno avuto successo (ad esempio l'applicazione di ricerca di appuntamenti “Mamba” e il rivenditore online KupiVIP), il resto degli investimenti ha dovuto essere ammortizzato. Nel 2012, Raqyşev ha anche investito 20 milioni di dollari in una piattaforma di social media per la condivisione di foto e video chiamata Mobli, entrando nel consiglio di amministrazione della società.  Secondo il portale Buzzsparks, alla fine del 2012 Keñes Raqyşev è entrato nella top 10 degli investitori privati nel mondo insieme a investitori come Peter Thiel e Yuri Milner classificandosi all'ottavo posto con un investimento di 72 milioni di dollari.
Nell'aprile 2013, Raqyşev, insieme all'ex primo ministro israeliano Ehud Olmert, ha aperto il fondo di rischio Genesis Angels con un capitale di 10 milioni di dollari, successivamente ribattezzato Singulariteam. L'obiettivo: ricercare e finanziare tecnologie innovative nel settore della robotica. Il fondo è entrato così tra i primi dieci maggiori fondi di rischio specializzati in questo segmento. Presidente Olmert, tra i soci c'era anche il fondatore e capo della rete social di foto e video Mobli, Moshe Hogeg.
Il 27 giugno 2013, la Central Asian Metals PLC (CAML) ha annunciato l'intenzione di Keñes Raqyşev di completare la transazione entro la fine del 2013 per scambiare una partecipazione del 40% nella Kounrad Copper Company LLP con una partecipazione del 20% nella CAML. Al completamento della transazione, il 9 dicembre 2013, Raqyşev è stato nominato amministratore non esecutivo della Central Asian Metals PLC. Nel settembre 2017 ha venduto la metà della sua partecipazione in CAML e nell'aprile 2018 la seconda metà dimettendosi dal consiglio di amministrazione. Durante il periodo in cui Keñes Raqyşev è stato nell’azienda, il suo valore è aumentato di 5 volte, da 100 a 500 milioni di dollari. Nel dicembre 2013 ha investito 3,7 milioni di dollari nella startup finanziaria russa IQcard. Gli investimenti erano mirati allo sviluppo di nuovi servizi per i titolari di carta, alla promozione di progetti esistenti e al lancio di nuovi progetti con le grandi catene di vendita al dettaglio, nonché all'ingresso nei mercati dei paesi della CSI [30] .
Nel 2014, Raqyşev è entrato a far parte del consiglio di amministrazione della JSC National Company "Kazakhstan Engineering", una grande holding che riunisce 27 imprese dell'industria difensiva e fabbriche di munizioni del Ministero della Difesa della Repubblica del Kazakistan. Lasciò il consiglio un anno dopo, con la nomina di Imangali Tasmagambetov a nuovo ministro della Difesa.
Nell'aprile 2014 Raqyşev è entrato nel capitale della catena di vendita al dettaglio kazaka Magnum Cash & Carry, diventandone l'investitore strategico. Nel dicembre 2015 ha acquisito 100% delle azioni del canale televisivo Sedmoi Kanal (Canale Sette),  un canale televisivo nazionale del Kazakistan.

### BTA Bank e Kazkommertsbank
Nel 2014, Raqyşev ha ottenuto una partecipazione nella BTA Bank dal governo kazako, dopo che il dittatore kazako Nursultan Nazarbayev aveva temporaneamente nazionalizzato la banca.  Nazarbayev aveva sequestrato la BTA Bank al miliardario kazako Mukhtar Ablyazov, che aveva litigato con Nazarbayev. Raqyşev ottenne una partecipazione di controllo nella società. Il patrimonio principale della società, in grande difficoltà finanziaria, erano i suoi crediti nei confronti di Ablyazov, stimati in 6 miliardi di dollari.
Il 6 febbraio 2014, JSC Kazkommertsbank e Keñes Raqyşev hanno raggiunto un accordo definitivo per acquisire il 46,5% delle azioni di JSC BTA Bank ciascuna dal JSC National Welfare Fund Samruk-Kazyna. Si prevedeva che l'acquisizione e la successiva fusione di BTA e KKB avrebbero creato la più grande banca universale della regione. Il 14 febbraio 2014, Raqyşev è diventato il nuovo presidente del consiglio di amministrazione della BTA Bank con sede in Kazakistan.
Nel marzo 2015 Raqyşev è diventato il maggiore azionista di JSC Kazkommertsbank, con il 16,02% delle azioni. All'inizio di agosto 2015, Raqyşev ha aumentato la sua partecipazione nella Kazkommertsbank al 28,67% e poi ha annunciato l'accordo preliminare con Alnair Capital Holding (un altro grande azionista della banca con il 28,08% delle azioni) per unire le rispettive partecipazioni nella Kazkommertsbank. A seguito della transazione proposta, Raqyşev acquisirebbe la proprietà legale dell'entità madre di JSC Alnair Capital Holding, diventandone il socio accomandatario e, come tale, acquisirebbe effettivamente il controllo sul voto e altri diritti della partecipazione di Alnair in Kazkommertsbank (controllando il 56,75% delle azioni della banca in totale). Il 29 dicembre 2015 l'accordo è stato concluso e Raqyşev è diventato socio accomandatario di Alnair Capital Holding.
Nell'aprile 2016 Raqyşev ha aumentato significativamente la sua partecipazione nella Kazkommertsbank raggiungendo un accordo con Nurzhan Subkhanberdin e JSC Central Asian Investment Company (CAIC) sull'acquisizione di azioni ordinarie della banca di proprietà di Subkhanberdin e CAIC. Secondo i termini di questa transazione, la partecipazione diretta di Raqyşev in KKB è aumentata dal 28,67% al 43,15% e lui direttamente e indirettamente (tramite JSC Qazaq Financial Group) controlla il 71,23% delle azioni ordinarie di KKB. Subito dopo l'annuncio dell'accordo, Raqyşev è stato eletto presidente del consiglio di amministrazione della Kazkommertsbank.

### Dallo smartphone all'oro e al nichel
Il 12 dicembre 2017, Keñes Raqyşev e l'imprenditore israeliano Moshe Hogeg hanno lanciato una ICO a sostegno del loro nuovo progetto: lo smartphone e il computer Finney, basati sulla tecnologia blockchain. Di conseguenza, la società Sirin Labs ha raccolto 16 milioni di dollari solo nella prima ora e il giorno dopo più di 95 milioni di dollari. Il calciatore Lionel Messi è diventato l'"ambasciatore" del marchio nella campagna pubblicitaria. Il 29 novembre 2018 è avvenuta a Barcellona la presentazione del primo smartphone blockchain al mondo, Finney, e il pugile Gennady Golovkin è diventato anche lui "ambasciatore" del marchio insieme a Messi. A gennaio 2019 ha aperto in centro il primo concept store monomarca di Sirin Labs a Londra. Nel giugno 2021, Sirin Labs ha rilasciato un nuovo smartphone 2 in 1 SIRIN V3.
Nel dicembre 2017, Raqyşev è diventato il maggiore azionista della società russa di estrazione dell'oro Petropavlovsk, registrata nel Regno Unito (con sede a Londra),  dopo aver acquistato il 22,42% delle azioni della società da Viktor Vekselberg e Metcombank JSC. L'operazione è avvenuta attraverso la società cipriota Fincraft Holdings Ltd, controllata da Raqyşev. Ha acquistato la partecipazione da Viktor Vekselberg, che ha lasciato la società in seguito a dissensi nel consiglio di amministrazione. Raqyşev ha venduto la partecipazione nella Petropavlovsk un anno dopo alla NPO Altair di Roman Trotsenko.
Nel settembre 2018, con decisione dell'assemblea generale degli azionisti, Sat & Company JSC è stata rinominata Fincraft Resources JSC. Nel novembre 2018, Fincraft Resources JSC ha concluso l'accordo per consolidare una partecipazione del 22% in Petropavlovsk PLC e le sue obbligazioni attraverso l'acquisto della struttura Fincraft Holdings LTD. Commentando l'accordo, Kenes Raqyşev ha affermato che lo scopo è quello di eliminare le aree non centrali e non redditizie, concentrando gli sforzi principali su aree promettenti: il settore dell'estrazione dell'oro e il settore dei metalli di base. Nel 2019 è stato raggiunto un accordo per la vendita della cipriota Fincraft Holdings (controlla il 22,42% della società russa di estrazione dell'oro Petropavlovsk, alla società NPO Altair di Roman Trotsenko. Secondo gli esperti, Rakishev ha acquisito la partecipazione alla fine del 2017, quando valeva 74,5 milioni di dollari, e al momento della vendita la capitalizzazione della società era aumentata a 400 milioni di dollari.
Nel dicembre 2019 ha lasciato la carica di presidente del consiglio di amministrazione della holding Fincraft Group, e nel febbraio 2021 è stato nuovamente nominato presidente del gruppo.
Nel giugno 2020 Keñes Raqyşev è diventato azionista della società californiana Mullen Technologies, che nell'estate dello stesso anno ha annunciato l'avvio della produzione di veicoli elettrici. Nel 2021, la holding Battery Metals Technologies (BMT) ha annunciato l’avvio dello sviluppo pilota del giacimento di nichel e cobalto di Gornostaevskoye nella regione del Kazakistan orientale con l’avvio della produzione commerciale nel 2022. La società ha inoltre presentato domanda per quotare le azioni nelle borse di Hong Kong e Nur-Sultan. Pertanto la catena di produzione di veicoli elettrici è stata completamente chiusa, compresa l'estrazione di nichel e cobalto per la produzione di batterie (Battery Metals Technologies), la produzione di batterie a ricarica ultrarapida (Israel startup StoreDot), la produzione di auto elettriche (la società Mullen Technologies).

## Vita privata
Si è sposato con Asel Imangalievna Tasmagambetova, figlia di Imangali Tasmagambetov. Keñes e Asel si sono sposati quando avevano 20 anni. Hanno due figli Dinmuhammed (nato nel 2000), Nuruddin (nato nel 2005) e due figlie Sirin (nata nel 2013) e Iman (nata nel 2016).